# Čjejang Šendžje
Čjejang Šendžje (kitajsko: 切阳什姐; pinjin: Qiēyáng Shíjiě, tibetanščina: ཆོས་དབྱིངས་སྐྱིད་, Wylie: chos dbyings skyid, ZYPY: Qoiying Gyi, Lhaško narečje: [tɕʰǿjiŋ cîʔ]), kitajska atletinja, * 11. november 1990, Hajan, Činghaj, Ljudska republika Kitajska.
Nastopila je na poletnih olimpijskih igrah v letih 2012 in 2016, leta 2012 je osvojila naslov olimpijske podprvakinje v hitri hoji na 20 km, leta 2016 je bila peta. 